# Guido Eytel
Sergio Guido Eytel Lagos, más conocido como Guido Eytel (Temuco, 13 de noviembre de 1945-ibidem, 10 de diciembre de 2018) fue un escritor chileno. Se destacó en las áreas de la narrativa y la poesía. Obtuvo numerosos premios por sus obras, entre los que se cuentan el de los Juegos Literarios Gabriela Mistral de la Municipalidad de Santiago en 1981, el del Concurso Nacional de Cuentos del diario La Tercera en 1982, y el Premio Municipal de Literatura de Santiago en 1998.
Estudió construcción civil, pedagogía en castellano y periodismo. Esta última actividad la desarrolló en Argentina, donde vivió por tres años. También fue librero, cocinero, y vendedor de libros puerta a puerta.
Falleció el 10 de diciembre de 2018 debido a un cáncer de pulmón.

## Carrera profesional
Desde 1967, ganó premios en diversos concursos de literatura, y apareció en distintas antologías tanto en Chile como en el extranjero. Entre 1990 y 1991, fue director de la revista Pluma y Pincel. En 1997, publicó Casas en el agua, su primera novela, que, al año siguiente, obtuvo el Premio Municipal de Literatura de Santiago, y también el Premio Academia, otorgado por la Academia Chilena de la Lengua. En 1999, lanzó su segunda novela, Sangre vertió tu boca. Luego, vinieron Puestos varios (2005), Pluma y sangre (2010), Poemas para el jardín (2013), Poesía incompleta (2014) y El viejo tigre (2018). Dictó varios talleres literarios.

## Vida personal
Hijo de Máximo Eytel Jones y María Lagos González.Se casó con la profesora Isabel María Teresa Chabela Pastor Arroyo, y ambos fueron padres de Bárbara, periodista y exdirectora del Servicio Nacional de la Mujer de La Araucanía, y Valentina, también periodista. El escritor era miembro del Partido Comunista de Chile. Enviudó en 2015.

### Fallecimiento
Guido Eytel falleció la madrugada del lunes 10 de diciembre de 2018 a la edad de setenta y tres años, a causa de un cáncer de pulmón.

### Antologías en las que aparece
- 1967: El cuento chileno actual. 1950-1967, por Alfonso Calderón. Ediciones Nueva Universidad.
- 1973: Narradores chilenos, por Wolfgang A. Luchting. República Federal de Alemania.
- 1983: Der Man mit der Rose, por Salvattori Coppola y Joachim Meinert. República Democrática Alemana.
- 1985: Antología del cuento chileno, por Enrique Lafourcade. Ediciones Alfa. Santiago, Chile.
- 1988: La poesía chilena a través del soneto, por David Valjalo y Antonio Campaña. Ediciones Libertarias. Madrid, España.
- 1995: Geografía poética de Chile, La Frontera. Editorial Antártica. Santiago, Chile.
- 1998: El cuento chileno contemporáneo, por Poli Délano y Rafael Ramírez Heredia. Fondo de Cultura Económica. México.[4]
- 2014: Poesía Revolucionaria Chilena, por Juan Jorge Faundes Merino. Ocean Sur. Una editorial latinoamericana.

## Premios
- Concurso Nacional de Cuentos (Diario El Siglo):

1967: mención honrosa.
- Concurso Nacional de Cuentos (Diario La Época):

1989: tercer premio.
- Concurso Nacional de Cuentos (Diario La Tercera):

1982: primer premio.
- Concurso Nacional de Cuentos (Revista Paula):

1968: premio especial.
1971: tercer premio.
- Concurso Nacional de Cuentos Antonio Pigafetta (Universidad de Magallanes y Sociedad de Escritores de Magallanes):

1993: primer premio.
- Concurso Nacional de Cuentos Pasión por la Música (Feria del Disco):

1996: mención honrosa.
- Concurso Nacional de Poesía Infantil (Secretaría de Relaciones Culturales):

1983: primer premio.
- Concurso Nacional Todo Hombre tiene derecho a ser Persona (Arzobispado de Santiago):

1978: primer premio en poesía y mención honrosa en cuento.
- Juegos Florales de Poesía (Revista Paula):

1976: mención honrosa.
- Juegos Literarios Gabriela Mistral (Municipalidad de Santiago):

1981: primer y segundo premios en poesía.
- Poesía del Vino (Revista Paula):

1977: mención honrosa.
- Premio Academia (Academia Chilena de la Lengua):

1998: por la novela Casas en el agua.
- Premio Municipal de Literatura de Santiago:

1998: por la novela Casas en el agua.

## Homenaje póstumo
El martes 18 de diciembre de 2018, a ocho días de su fallecimiento, Guido Eytel fue homenajeado con un minuto de silencio en la Cámara de Diputados de Chile, por una iniciativa del parlamentario Guillermo Teillier.